# Donato Felice Aglio
Donato Felice Aglio, o Allio (Milano, forse 1677 – Vienna, dopo il 1761), è stato un architetto italiano.
Attivo a Vienna, la sua opera principale è la ricostruzione della grande abbazia di Klosterneuburg (iniziata nel 1730) in forme rococò; costruì inoltre la chiesa delle Salesiane a Vienna tra il 1717 e il 1730.

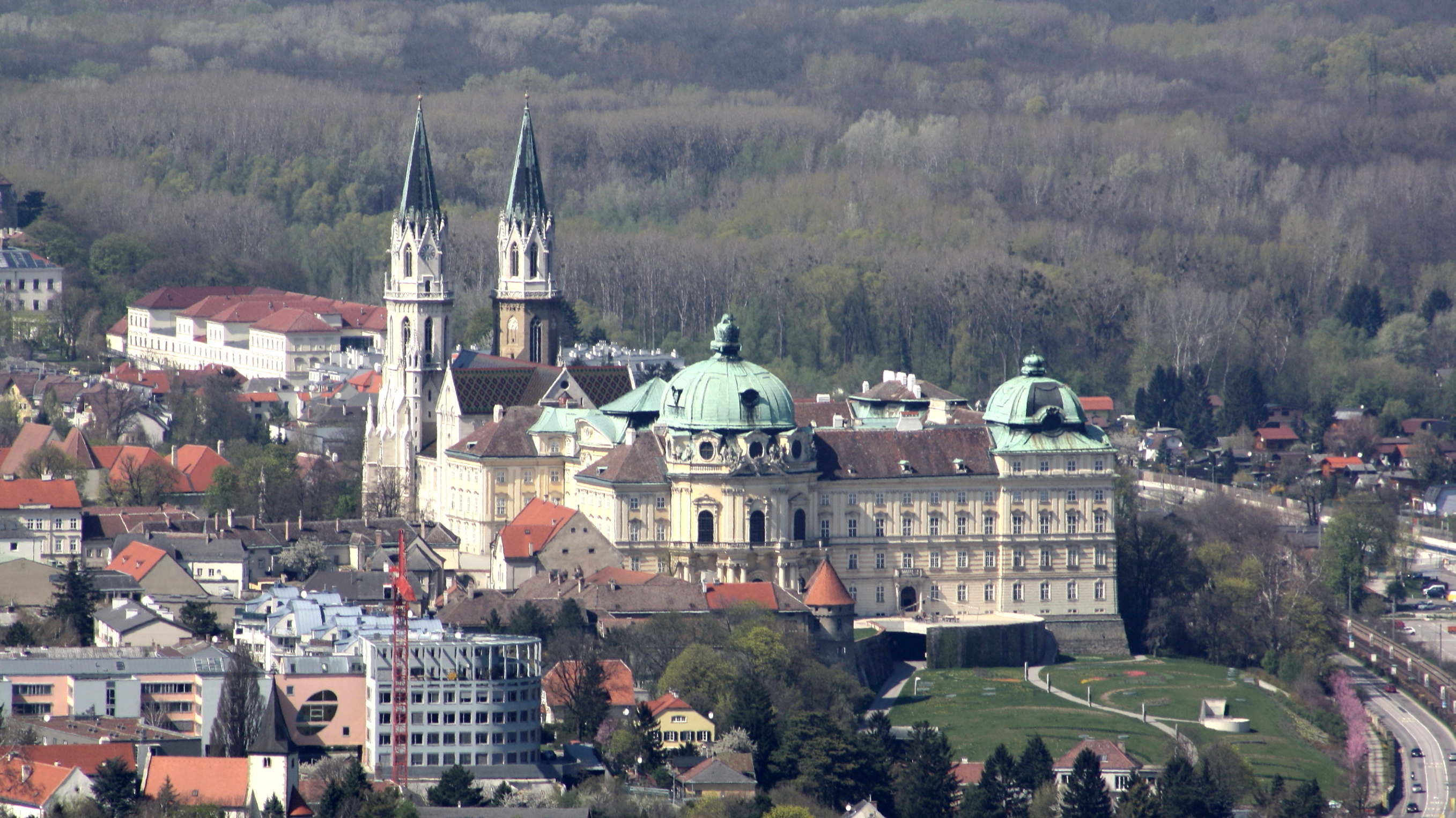
Il monastero di Klosterneuburg ripreso da Leopoldsberg

## Biografia
Donato Felice Aglio iniziò verso il 1690 il suo apprendistato come muratore in patria. Verso il 1698 si trasferì a Vienna, ove divenne capomastro. Dal 1711 al 1747 fu impegnato nel servizio di costruzioni a scopo militare, per cui redasse rapporti e perizie specialistiche, ad esempio sulla validità di opere civili.
Grazie alla sua profonda conoscenza delle tecniche di costruzione, fu contemporaneamente chiamato per numerose opere civili private. Lavorò, fra l'altro, sotto incarico dell'arcivescovo di Esztergom, conte Imre Esterházy de Galántha.
Nel 1913 venne chiamato in suo onore Alliogasse un vicolo nel XV distretto di Vienna in Rudolfsheim-Fünfhaus.

## Opere
- Progetto e realizzazione dell'Abbazia di Klosterneuburg (1730–1740)
- Costruzione del convento delle Salesiane a Rennweg (Vienna) (1717–1728)
- Riallestimento del Castello di Ladendorf (1722)
- Progetto del Palazzo Kayserstein a Vienna (1728)
- Costruzione di un castello a Gerasdorf am Steinfeld in Bassa Austria
- Costruzione della chiesa parrocchiale a Groß-Siegharts in Bassa Austria (1720–1727)
- Riallestimento della chiesa parrocchiale di San Pancrazio a Reinprechtspölla in Bassa Austria (con Leopold Wißgrill) (1735–1737)
- Progettazione e costruzione dell'Arsenale imperiale a Vienna (1714–1723)
- Costruzione della casa di Lenaugasse 3 a Vienna (1711) (oggi sede della Unione Studentesca Cattolica Rudolfina Vienna)
- Costruzione del santuario Maria Bründl a Wilhelmsdorf (1740–1751)